# Park Eun-Song
Park Eun-Song (2 de noviembre de 1998) es una deportista surcoreana que compite en judo. Ganó una medalla de bronce en los Juegos Asiáticos de 2022, en la categoría de –57 kg.

## Palmarés internacional
| Juegos Asiáticos | Juegos Asiáticos | Juegos Asiáticos  | Juegos Asiáticos |
| Año              | Lugar            | Medalla           | Categoría        |
| ---------------- | ---------------- | ----------------- | ---------------- |
| 2022             | Hangzhou (China) | Medalla de bronce | –57 kg           |